# Козаков, Михаил Рустамович
Михаил Рустамович Козаков (укр. Михайло Рустамович Козаков, в некоторых источниках ошибочно Казаков; род. 28 мая 1972, Львов) — украинский шахматист, гроссмейстер (2001).
Учился во Львовском институте физической культуры на шахматном отделении, норму мастера выполнил в 1993 году. Работает тренером и занимается организацией шахматных турниров, проживает во Львове.
Участник Кубка европейских клубов (2002 года в составе львовского клуба «Карпаты-Галичина», 2014 года в составе французского «Буа-Коломб»). Чемпион Второй лиги Сербии 2015 года.

## Спортивные результаты
| Год  | Город           | Турнир                                            | + | − | = | Результат | Место |
| ---- | --------------- | ------------------------------------------------- | - | - | - | --------- | ----- |
| 2001 | Орджоникидзе    | 70-й чемпионат Украины по шахматам                | 2 | 5 | 2 | 3 из 9    | 28—29 |
| 2002 | Калитея         | 18-й Кубок европейских клубов, «Карпаты-Галичина» | 3 | 1 | 1 | 3 из 5    | 15    |
| 2008 | Клиши-ла-Гаренн | Клубный чемпионат Франции, «Буа-Коломб»           |   |   |   |           | 13    |
| 2009 | Эври            | Клубный чемпионат Франции, «Буа-Коломб»           |   |   |   |           | 16    |
| 2014 | Клиши-ла-Гаренн | Клубный чемпионат Франции, «Буа-Коломб»           | 3 | 3 | 4 | 5 из 10   |       |
|      | Бильбао         | 30-й Кубок европейских клубов, «Буа-Коломб»       | 2 | 2 | 3 | 3 из 7    | 34    |
| 2015 | Нови-Сад        | Вторая лига Сербии, «Нафтагаз Элемир»             | 5 | 0 | 4 | 7 из 9    | 1     |

## Изменения рейтинга
| Графики недоступны из-за технических проблем. См. информацию на Фабрикаторе и на mediawiki.org. |